# Opera

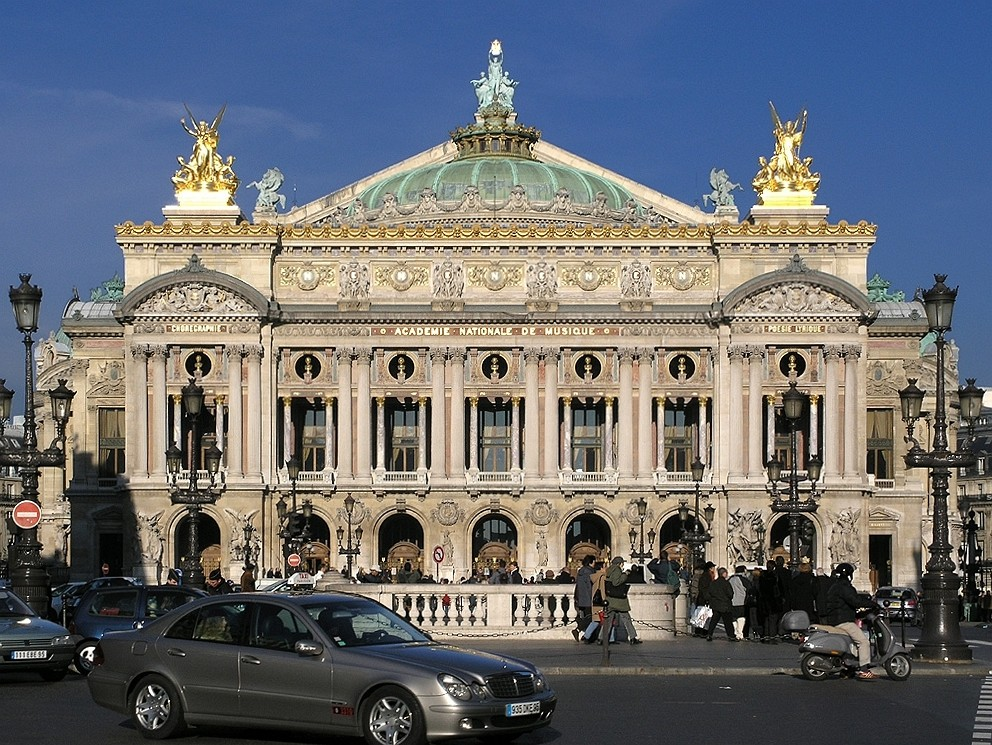
Nhà hát opera Palais Garnier ở Paris

Opera là một loại hình nghệ thuật biểu diễn, cũng là một dạng của kịch mà những hành động diễn xuất của nhân vật hầu hết được truyền đạt toàn bộ qua âm nhạc và giọng hát. Opera bắt đầu xuất hiện và biết đến nhiều vào tầm khoảng những năm 1600. Nhìn chung Opera có thể nói là một loại nhạc kịch nhưng đi liền với âm nhạc cổ điển của phương Tây.
Mặt khác, Opera đồng thời cũng sử dụng các yếu tố của ngôn ngữ nhà hát như là: cảnh nền trang trí, y phục, và nghệ thuật biểu diễn trên sân khấu. Mặc dù thế, nhìn chung ta nhận thấy Opera cũng có điểm phân biệt với các thể loại nhạc kịch khác, đó chính là việc sử dụng sức mạnh của các nhạc điệu và sự hoà nhịp của kĩ thuật âm thanh điêu luyện. Người ca sĩ trình bày tác phẩm cùng với sự đệm nhạc của một dãy dàn nhạc được sắp xếp từ một nhóm các công cụ nhỏ cho đến cả một ban nhạc giao hưởng đầy đủ. Thêm vào đó, Opera cũng có thể được kết hợp với khiêu vũ và nhảy múa (đây là một loại hình nghệ thuật tiêu biểu của nước Pháp). Và cuối cùng, Opera được biểu diễn trong một nhà hát riêng biệt cùng với những trang bị thiết yếu cho việc biểu diễn, mà ta được biết đến dưới tên gọi là "Opera House" (Nhà hát Opera)

## Thuật ngữ học Opera
Nghĩa chính xác của từ Opera được hiểu là "lời nhạc kịch" (theo nghĩa văn học chuyên môn là "cuốn sách nhỏ"). Một vài nhà soạn nhạc, đặc biệt chúng ta kể đến ở đây là Richard Wagner, đã tự viết lời nhạc. Mặc dù thế vẫn có nhiều nhóm gồm các tác giả văn-ca-kịch cộng tác với nhau để viết nên tác phẩm, ví dụ như là Mozart cùng với Lorenzo da Ponte.
Nhạc Opera truyền thống gồm có 2 cách hát: hát nói (đây là 1 thể loại đặc trưng của Opera thông qua việc hát mà không cần giai điệu đệm) và bài hát phối khí giọng hát (khí sắc hoặc là một bài hát mang tính hình thức), trong đó cảm xúc của nhân vật sẽ được bày tỏ qua những tổ hợp giai điệu trầm bổng. Hát đôi, hát ba hoặc là sự hòa âm thường được biểu diễn, và những đoạn đồng thanh thường được sử dụng để bình luận về những diễn biến trên sân khấu.
Trong một vài hình thức khác của Opera, như là Singspiel, ópera comique, ca vũ kịch Opera và semi-opera, phần hát nói sẽ được thay thế hầu hết cho những đoạn văn trò chuyện. Giai điệu hoặc là một phần giai điệu sẽ được dạo lên vào khúc giữa hoặc là thay thế một phần nào đó trong khi hát nói, mà hầu hết đều là những giai điệu âm nhạc nắm vai trò chủ đạo.
Trong suốt thời kì phong trào nghệ thuật Ba-rốc (tầm khoảng cuối thế kỉ 16 ở châu Âu) và thời kì Cổ điển, hát nói thường được xuất hiện qua hai loại hình cơ bản: 
1. Secco (hát nói nhanh), thường được hợp tấu với lối hát bè chạy nối đuôi nhau, trong đó thường được biểu diễn vùng với đàn davico.
2. Accompagnato (có nghĩa là hát nói hợp tấu, cũng được hiểu như là "stromentato") mà trong đó cả ban nhạc sẽ cùng hợp tấu với nhau. Do đó, trong thể loại này có ít sự ứng khẩu qua lại và tính chất hùng biện hơn thể loại secco, nhưng lại thường có nhiều âm điệu hơn. Đây là loại hình thường xuyên được biểu diễn trong dàn nhạc để nhấn mạnh những phần diễn tiến đặc sắc của nhạc kịch. Vào thế kỉ 19, accompagnato đạt được những bước phát triển nhảy vọt, do đó ban nhạc ngày càng đóng vai trò quan trọng hơn.

Richard Wagner đã đổi mới Opera bằng cách hủy bỏ hầu hết sự điểm khác biệt giữa bài hát phối khí dành riêng cho một giọng hát và hát nói. Trong quan điểm mới ấy, ông ấy đạt cho nó tên gọi "những giai điệu vô tận". Theo sau đó, những nhà soạn nhạc khác cũng đi theo tiền lệ của Wagner, tuy nhiên cũng có vài người, như là Stravinsky trong tác phẩm The Rake’s Progress đã khuyến khích và rất phấn khởi với xu hướng này.

## Từ nguyên & Lịch sử
Từ Opera có nghĩa là "công việc" trong tiếng Ý (bắt nguồn từ số nhiều của tiếng Latinh: opus có nghĩa là "công việc" hoặc là "lao động") được đề xướng bời sự kết hợp giữa loại hình nghệ thuật trình diễn đơn ca và hát hợp xướng, sự ngâm thơ, nghệ thuật đóng và khiêu vũ trên những sân khấu có trang trí quang cảnh minh họa.
Jacopo Peri đã sáng tác tác phẩm Dafne. Dafne được xem như là 1 bài Opera sớm nhất trong lịch sử mà chúng ta biết đến về loại hình này cho đến tận ngày hôm nay. Tác phẩm được viết vào khoảng những năm 1597, phần lớn được sáng tác dưới cảm hứng của 1 nhóm những nhà nghiên cứu văn hóa cổ điển vùng Florentine (ở Ý), với những cảm xúc tinh túy nhất về văn học mà ta thường được biết đến dưới cái tên "Camerata". Quan trọng hơn hết, tác phẩm Dafne là sự cố gắng phục hồi lai thể loại kịch cổ điển của Hy Lạp, một phần nữa cũng là sự hồi sinh trở lại những đặc tính mang tính chất cổ xưa của thời kì Phục hưng. Những thành viên của Camerata đã cân nhắc, xem xét kỹ phần "điệp khúc" của thể loại kịch Hy Lạp. Với hi vọng nó có thể có một cách hát độc đáo hơn và thay thế cho vai trò của toàn bộ những đoạn văn nói trong tác phẩm. Vậy thì, ở đây Opera có thể được quan niệm là một cách thức "phục hồi" lại hoàn cảnh. Nhưng thật không may mắn, tác phẩm Dafne đã bị thất lạc.
Một công trình tiếp theo sau đó được viết bởi Peri, tác phẩm "Euridice", được xác định viết từ năm 1600, đó chính là bản hòa âm Opera đầu tiên mà vẫn còn tồn tại cho đến ngày hôm nay. Để thể hiện long tôn kính với tác phẩm Opera đầu tiên, người ta vẫn thường biểu diễn tác phẩm đó một cách đều đặn trong các buổi trình diễn. Mặc dù thế, sau đấy tiếp tục vẫn có sự đóng góp của tác phẩm Orfeo do Claudio Monteverdi sáng tác để phục vụ cho cung điện trong năm 1607.